# Aglais ichnusa
Aglais ichnusa (лат.) — вид дневных бабочек из семейства нимфалид (Nymphalidae). Редкий вид, описанный в 1826 году Франко Бонелли на основании экземпляров бабочек, пойманных на французском острове Корсика, позже эту бабочку нашли и на Сардинии. По мнению некоторых авторов, этот таксон должен рассматриваться как подвид или как синоним крапивницы (Aglais urticae (Linnaeus, 1758)).

## Описание
Внешний край крыльев зубчатый с более выраженными выступами на жилке M1 на передних крыльях, и соответственно на жилке M3 на задних. Самцы по окраске мало отличаются от самок. Крылья сверху кирпично-красные, с рядом крупных чёрных пятен, у костального края разделённых жёлтыми промежутками; у вершины переднего крыла небольшое белое пятно. По внешнему краю крыльев расположен ряд голубых пятен полулунной формы. Центральная ячейка на задних крыльях является не замкнутой. Крылья снизу имеют рисунок, образованный бурыми оттенками, имитирующих кору дерева.
За год развивается два поколения. Кормовое растение гусениц — Крапива двудомная (Urtica dioica). Молодые гусеницы живут на кормовых растениях группами, не расползаясь далеко друг от друга, а в последнем возрасте ведут одиночный образ жизни.

## Ареал
Ареал бабочки ограничен островами Корсика (Франция) и Сардиния (Италия). Встречается на высотах 700—2500 м над уровнем моря.